# Бейтс (окръг)
Вижте пояснителната страница за други значения на Бейтс.
Бейтс (на английски: Bates) е окръг в западната част на Мисури, Съединени американски щати. Площта му е 2198 km², а населението - около 16 700 души (2000). Административен център е град Бътлър.